# Bill Hood
William John „Bill“ Hood (* 3. November 1914 in Belfast; † 1992) war ein nordirischer Fußballspieler.

## Karriere
Hood spielte zu Beginn der Saison 1935/36 in der Amateur League für Ballycarry, nach der Auflösung des Klubs schloss er sich dem Crusaders FC in der Intermediate League an. 1936 wechselte er zum Cliftonville FC, bei dem er zunächst für das Reserveteam Cliftonville Olympic aktiv war. Nach dem Abgang von Jackie Preston zu Linfield kam er für Cliftonville in der Irish League zum Zug. Im Februar 1937 wurde er von der Irish Football Association für ein Spiel der irischen Amateurnationalmannschaft gegen England in Belfast nominiert. Er bildete dabei gemeinsam mit Bertie Fulton das Verteidigerpaar, als die irische Mannschaft mit 5:1 gewann. Durch das Spiel wurden auch englische Klubs auf Hood aufmerksam und bereits im März 1937 unterzeichnete er, ebenso wie sein Teamkollege Ernie McCappin, einen Vertrag als Profi beim nordenglischen Klub FC Liverpool. 
Bei Liverpool kam er Ende 1937 als Ersatz für Tom Cooper als rechter Verteidiger zu drei Einsätzen, bevor er am Ende der Saison mit einer Summe von £500 zum Transfer freigegeben wurde. Hood legte bei der Football League erfolgreich Protest gegen die festgelegte Transfersumme ein und durfte Liverpool ablösefrei verlassen. Zurück in Nordirland fand seine Spielerkarriere ab August 1938 bei Derry City ihren Abschluss.